# Приборкуючи хвилі
«Приборкуючи хвилі» (англ. Windrider; також відомий під назвою Making Waves) — австралійська романтична комедія 1986 року, режисера Вінсента Монтона. Головну жіночу роль у фільмі виконала Ніколь Кідман.

## Сюжет
Стюарт Сімпсон юнак із неймовірно багатої сім'ї, живе в розкішному будинку на березі моря який неймовірно захоплений віндсерфінгом. Весь свій час він присвячує цьому виду спорту. Однак його батько Тінгвелл вважає, що Стюарт марнує час, і він має знайти постійну солідну роботу навіть попри те, що батько бачить успіхи сина на морській хвилі. За допомогою інженера Говарда, що працює на його батька, Стюарт розробляє високотехнологічну вітрильну дошку, щоб узяти участь у міжнародному змаганні з віндсерфінгу. Тим часом Стюарт знайомиться з чарівною співачкою Джейд, проте їхній роман стикається з низкою перешкод, коли змагання, що наближаються, відсувають на другий план кохання і друзів у житті Стюарта.

## У ролях
| Актор            | Роль                   |
| ---------------- | ---------------------- |
| Том Барлінсон    | Стюарт Пі. Сі. Сімпсон |
| Ніколь Кідман    | Джейд                  |
| Бад Тінгвелл     | Стюарт Сімпсон-старший |
| Джілл Перріман   | міс Джодж              |
| Саймон Чілверс   | Говард                 |
| Кім Балад        | Койот                  |
| Стіг Веміс       | Ратсо                  |
| Марк Вільямс     | Манглс                 |
| Аластар Каммінгс | «Кролик»               |
| Робін Міллер     | Уоллі                  |
| Метт Паркінсон   | Лерч                   |
| Лоррейн Вебстер  | Мад.                   |
| Джон Раян        | Мак-Брайд              |
| Ленс Карапеткофф | Кінг                   |
| Рік Вайтл        | Рос.                   |
| Пенні Браун      | Кейт                   |
| Алістар Браунінг | Крем                   |

## Зйомки
Зйомки проходили в місті Перт, Західна Австралія з вересня по листопад 1985 року.
Фільм був першою дорослою роллю знаменитої австралійської акторки Ніколь Кідман, яка також знялася в кількох еротичних сценах для картини. В одному з інтерв'ю акторка зазначила, що роль привернула її тому, що персонаж Джейд був старшим за саму акторку: «Моє дорослішання було неминучим. Глядачі досі пам'ятають мене 15-річним дівчиськом, але зараз сприйняття мене як актриси і жінки повільно, але впевнено змінюється. У будь-якому разі, агенту з підбору акторів було складно вгадати, де мої вікові межі — я зможу зіграти і 22, і 23, і 24-річну, і фізична зовнішність цьому не перепона — уся річ в акторській грі».

## Реліз

### Прем'єра
Прем'єра фільму в Австралії та США відбулася 26 грудня 1986 року. Фільм показували у 26 кінотеатрах, загальні внутрішні збори склали $19 367, а дистрибуцією займалася компанія «Metro-Goldwyn-Mayer».

### Вихід на відео
Фільм був випущений на DVD компанією Umbrella Entertainment у березні 2010 року. DVD містить такі спеціальні матеріали, як театральний трейлер, трейлери Umbrella Entertainment, галерею фотографій, проморолик віндсерфінгу, проморолик музики Young Thing, проморолик музики Ніколь Кідман, розширену спальну сцену, сценарій, прескіт, вирізки з преси та біографії акторів.

### Саундтрек
У фільмі звучали пісні:
- «Young Days» — Boyd Wilson
- «Reason To Be» — Boyd Wilson
- «Do You Believe» — Boyd Wilson
- «Running Hot» — Lisa Hill
- «Alone» — Lisa Hill
- «Love Is Never Like Your Dreams» — Lisa Hill
- «Only Way To Fly» — Karina Tomes
- «Hello» — Karina Tomes
- «Take This Love» — Karina Tomes